# Pixilation
Pixilation ist eine Stop-Motion-Technik und bezeichnet das Filmen von Personen oder Gegenständen mit Einzelbildschaltung. Der Begriff wurde wahrscheinlich von Norman McLaren geprägt, der diese Technik in seinem Oscar-prämierten Film Neighbours (1952) einsetzte. Das Wort basiert auf dem englischen Begriff pixilated – leicht verrückt, skurril, exzentrisch – und spielt auf die zappeligen, verrückten Bewegungen an, die bei dieser Technik entstehen. Der Begriff pixilated wiederum entstammt dem Wort Pixie – ein koboldartiges Wesen aus der keltischen Mythologie.

## Technik
Die Bewegungen von Personen erhalten durch Pixilation den leicht stockenden Charakter von Figuren in einem Stop-Motion-Film. Zudem werden verschiedene Effekte möglich. Gegenstände und Personen können im Bild auftauchen und verschwinden. Wenn eine Person sich zwischen zwei Bildern je einen Schritt nach vorne bewegt, für das Bild selbst aber stillsteht, erhält man im Film den Eindruck, sie würde über den Boden rutschen ohne die Füße zu bewegen. Wenn eine Person im Moment der Aufnahme jedes Mal in die Luft springt, wirkt es im Film, als würde sie fliegen. Es ist ratsam, ein Stativ zu verwenden, da man den Film sonst verwackelt.
Pixilation ist einer der einfachsten Filmtricks und kann mit jeder Kamera mit Einzelbildschaltung realisiert werden. Besonders wer mit dem Schmalfilm-Format Super8 arbeitet, kann mit Pixilation ohne großen Aufwand die ersten Gehversuche im Trickfilm machen. Doch auch in Experimentalfilmen sowie in Musikvideos wird Pixilation um der besonderen Optik willen gerne verwendet.

## Beispiele
- El hotel eléctrico (Kurzfilm von Segundo de Chomón, 1908)
- Neighbours (Kurzfilm von Norman McLaren, 1952, Oscar-prämiert)
- Die Geschichte vom Stuhl (A Chairy Tale) (Kurzfilm von Norman McLaren, 1957)
- Stop, Look and Listen (Kurzfilm von Len Janson und Chuck Menville, 1967)
- Monsieur Pointu (Kurzfilm von André Leduc und Bernard Longpré, 1975)
- Sledgehammer (Musikvideo für Peter Gabriel von Aardman Animations, 1985)
- Das kleine Fressen (Jídlo) (Kurzfilm, teilweise in Pixilation, von Jan Švankmajer, 1992)
- Gisèle Kérozène (Kurzfilm von Jan Kounen, 1999)
- The Hardest Button to Button (Musikvideo für die White Stripes, von Michel Gondry, 2003)
- Dead Reckoning (Kurzfilm über den Rhythmus von Wien von Paul Wenninger und Susan Young, 2006)